# Будянська волость
Будянська волость — адміністративно-територіальна одиниця Харківського повіту Харківської губернії.

Найбільші поселення волості станом на 1914 рік:
- село Буди — 1800 мешканців.
- село Коротич — 4080 мешканців.
- село Гиївка — 1540 мешканців.
- село Березове — 1730 мешканців.

Старшиної волості був Титаренко Іван Євгенович, волосним писарем — Руденко Михайло Олексійович, головою волосного суду — Святенко Гнат Ілларінович.